# 박선미
박선미(1982년 8월 2일 ~ )는 대한민국의 필드하키 선수이며 KT 소속이다.

## 경력
- 2006년 아시안 게임 여자 하키 국가대표
- 2010년 아시안 게임 여자 하키 국가대표
- 2012년 하계 올림픽 여자 하키 국가대표

## 수상
- 2010년 아시아 여자 챔피언스트로피 대회 1위
- 2010년 아시안 게임 여자 하키 은메달